# سنگ‌نگاره‌های دره گنج
سنگ نگاره‌های دره گنج مربوط به دوران‌های تاریخی پس از اسلام است و در شهرستان تفت، دره گنج واقع شده و این اثر در تاریخ ۷ مرداد ۱۳۸۲ با شمارهٔ ثبت ۹۲۶۶ به‌عنوان یکی از آثار ملی ایران به ثبت رسیده است.